# Sonate K. 117
La sonate K. 117 (F.76/L.244) en ut majeur est une œuvre pour clavier du compositeur italien Domenico Scarlatti.

## Présentation
La sonate en ut majeur K. 117, notée Allegro, est écrite à deux voix, en petits motifs de croches alternées de la main droite à la main gauche.

Le manuscrit principal est le numéro 20 du volume XV de Venise (1749), copié pour Maria Barbara ; les autres sont Münster V 33 et Vienne A 25.

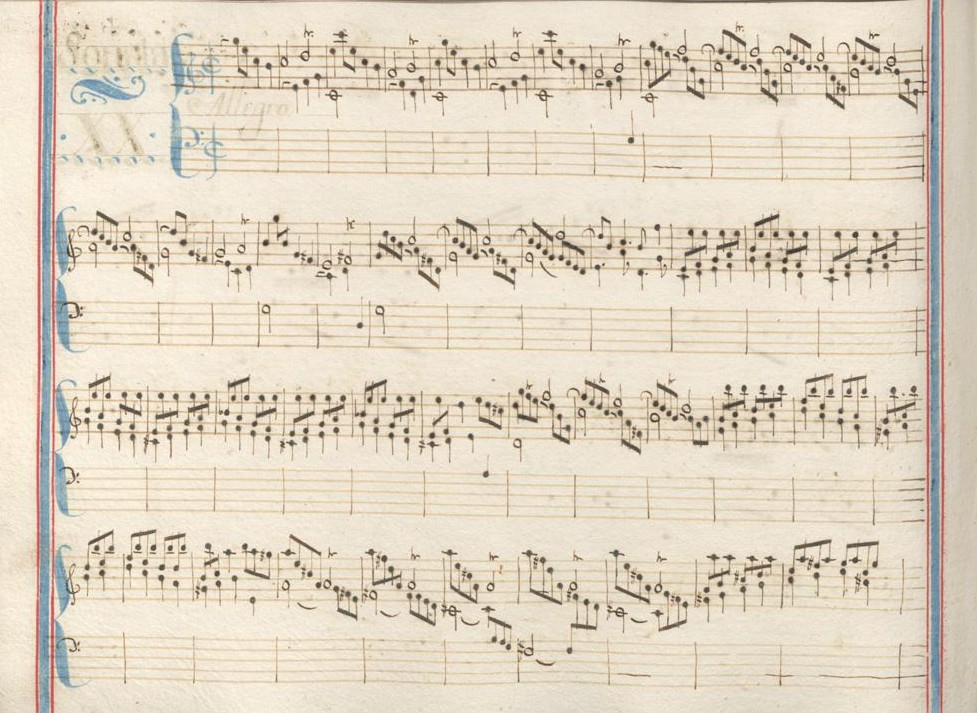
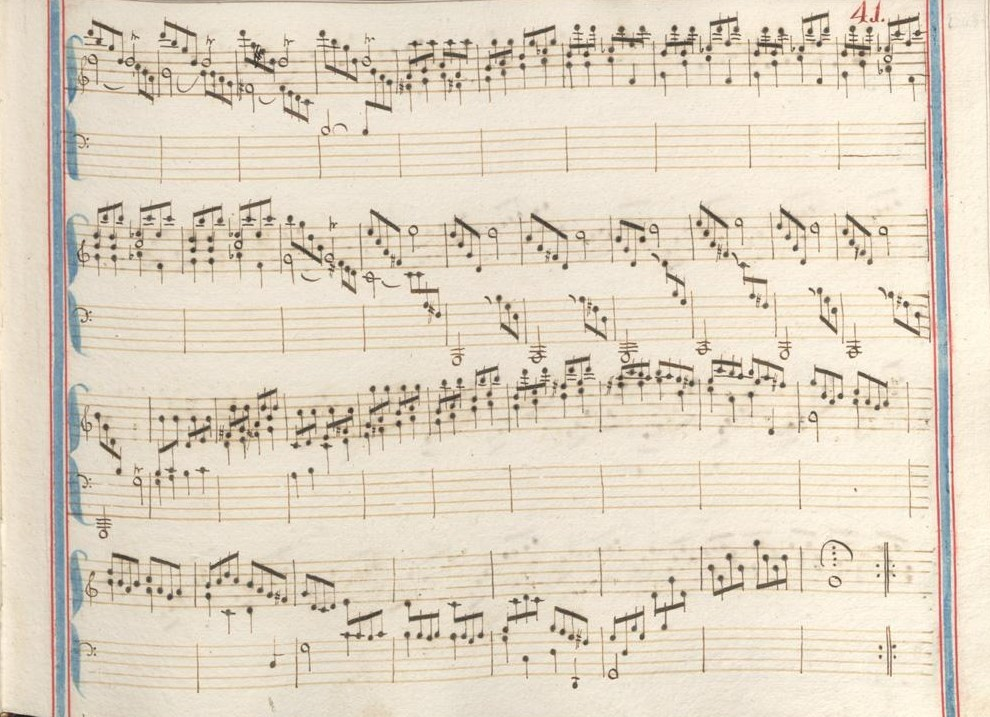

## Interprètes
La sonate K. 117 est défendue au piano notamment par Carlo Grante (2013, Music & Arts, vol. 4) ; au clavecin par Scott Ross (1985, Erato), Richard Lester (2005, Nimbus, vol. 6) et Pieter-Jan Belder (Brilliant Classics, vol. 3).

## Sources
: document utilisé comme source pour la rédaction de cet article.
- Ralph Kirkpatrick (trad. de l'anglais par Dennis Collins), Domenico Scarlatti, Paris, Lattès, coll. « Musique et Musiciens », 1982 (1re éd. 1953 (en)), 493 p. (ISBN 978-2-7096-0118-4, OCLC 954954205, BNF 34689181).
- Alain de Chambure, « Domenico Scarlatti : Intégrale des sonates — Scott Ross », Erato (2564-62092-2), 1985 (OCLC 891183737) .